# Petrovsk-Zabaikalski
Petrovsk-Zabaikalski (del ruso: Петровск-Забайкальский) es una ciudad del krai de Zabaikalie, en Rusia, centro administrativo del raión homónimo. Está situada a orillas del río Baliagá, afluente del Jilok, a 413 km al este de Chitá. Su población alcanzaba 19.471 habitantes en 2009.

## Historia
Previamente a las expediciones de exploración llevadas a cabo por los cosacos en el siglo XVII, el emplazamiento de la actual Petrovsk-Zabaikalski era un cruce de caminos utilizado por las tribus nómadas buriatas. En 1789, la emperatriz Catalina la Grande hizo construir una fábrica siderúrgica para explotar los yacimientos de mineral de hierro de la región. La fábrica fue denominada Petrovski Zavod (la fábrica de Pedro, en homenaje a Pedro el Grande). La localidad se desarrolló alrededor de la fábrica, con el mismo nombre que ésta.
De 1830 a 1839, el asentamiento fue lugar de detención para 71 decembristas, acompañados por diez de sus esposas, que compartieron su exilio. La casa de la princesa Elena Trubetskaya, esposa de Serguéi Trubetskói, ha sido restaurada y abierta como museo desde el 10 de octubre de 1980. El barrio histórico de Petrovsk-Zabaikalski posee varios testimonios de las estancia de los decembristas como la capilla funeraria de la esposa de Muráviov, la tumba de la mujer de Trubetskói, etc.
En 1940, se construyó una nueva fundición, que durante largo tiempo fue una de las fábricas más importantes de la región. La ciudad cuenta, del mismo modo, con una fábrica de vidrio, un aserradero y fábricas de productos alimentarios.

## Demografía
La población de Petrovsk-Zabaikalski padeció una disminución significativa en el surso de la década de 1990 a raíz de una situación económica y social muy difícil. Un tercio de la población emigró a otras ciudades de la región. La situación demográfica de la ciudad se vio igualmente degradada. En 2001, el crecimiento vegetativo acusó un déficit del 12.3 por mil con una tasa de natalidad del 10.3 por mil y una de mortalidad del 22.6 por mil.
| 1926  | 1939   | 1959   | 1979   | 1989   | 2002   | 2008   |
| ----- | ------ | ------ | ------ | ------ | ------ | ------ |
| 6 000 | 21 000 | 29 800 | 30 867 | 28 300 | 21 164 | 19 713 |

## Transporte
Petrovsk-Zabaikalski es una parada del ferrocarril Transiberiano (estación Petrovski Zavod), en el kilómetro 5.784. Atraviesa la localidad la carretera M55 Irkutsk-Chitá.